# North Parade House
A North Parade House 18. századi lakóépület a walesi Monmouth központjában.

## Története
Az épületet a 18. század második felében építették, majd a 19. század elején egy gazdag, helyi gyapjúkereskedő újította fel, akinek üzlete a szomszédos épületben üzemelt. Az épület 1965. október 27 óta II. kategóriás brit műemléknek (British Listed Building) számít. Az épület homlokzatát stukkózás díszíti, palatető fedi. A három szintes épületet kontyolt tető fedi. A szimmetrikus homlokzat fő díszítőelemei a földszinti kiugró ablakfülkék. Az épület fő tömbjéhez egy kisebb, szintén három szintes melléképület csatlakozik. Ez utóbbi eredetileg malátacsíráztató volt, később gyapjúraktárrá alakították át. A melléképületnek csak az első szinten van egy ablaka, a többi ablakkeret be van építve. Az épületben korabeli kandallók láthatók. Az épülettel átellenben állt egykoron a monmouthi megyei fegyház.

## Fordítás
- Ez a szócikk részben vagy egészben  a   North Parade House, Monmouth című angol Wikipédia-szócikk ezen változatának fordításán alapul.  Az eredeti cikk szerkesztőit annak laptörténete sorolja fel. Ez a jelzés csupán a megfogalmazás eredetét és a szerzői jogokat jelzi, nem szolgál a cikkben szereplő információk forrásmegjelöléseként.